# Tim Hunter
Tim Hunter (Los Angeles, 15 giugno 1947) è un regista e sceneggiatore statunitense, che lavora in campo televisivo e cinematografico.

## Biografia
Nato a Los Angeles, figlio di Ian McLellan Hunter, noto sceneggiatore del film Vacanze romane. Debutta nel 1979 come sceneggiatore del film di Jonathan Kaplan Giovani guerrieri, tre anni più tardi debutta alla regia con il film Un ragazzo chiamato Tex. Tra gli altri film da lui diretti vi sono Sylvester (1985) I ragazzi del fiume (1986) e Quando il destino si tinge di nero (1989).
Negli anni successivi lavora prevalentemente per la televisione, dirigendo episodi di note serie televisive come Falcon Crest, I segreti di Twin Peaks, Beverly Hills 90210, Chicago Hope e molte altre.
Nel 1993 torna a lavorare per il cinema, con Fort Washington - Vita da cani, seguito da Scelte pericolose del 1997 e Control del 2004.
Negli ultimi anni ha lavorato quasi sempre per la televisione (a parte il western The Far Side of Jericho, sceneggiato da James Crumley), dirigendo episodi di Crossing Jordan, Cold Case, Deadwood, Mad Men,  e molti altri.

## Filmografia

### Regista

#### Cinema
- Un ragazzo chiamato Tex (Tex) (1982)
- Sylvester (1985)
- I ragazzi del fiume (River's Edge) (1987)
- Paint It Black - Quando il destino si tinge di nero (Paint It Black) (1989)
- Fort Washington - Vita da cani (The Saint of Fort Washington) (1993)
- Scelte pericolose (The Maker) (1997)
- The Failures (2003)
- Control (2004)
- The Far Side of Jericho (2006)
- Looking Glass - Oltre lo specchio (Looking Glass) (2018)
- Smiley Face Killers (2020)

#### Televisione
- Falcon Crest – serie TV, episodi 7x13-9x16 (1988-1990)
- Beverly Hills 90210 – serie TV, episodio 1x01 (1990)
- I segreti di Twin Peaks (Twin Peaks) – serie TV, episodi 1x05-2x09-2x21 (1990-1991)
- Bugie allo specchio (Lies of the Twins) – film TV (1991)
- Gli acchiappamostri (Eerie, Indiana) – serie TV, episodi 1x08-1x09 (1991)
- I giustizieri della notte (Dark Justice) – serie TV, episodi 1x03-3x05 (1991-1993)
- Svitati in divisa (Bakersfield P.D.) – serie TV (1993)
- Chicago Hope – serie TV, episodio 1x04 (1994)
- Central Park West – serie TV, episodio 1x04 (1995)
- Fallen Angels – serie TV, episodio 2x05 (1995)
- Homicide (Homicide: Life on the Street) – serie TV, episodi 3x01-3x12-4x04 (1994-1995)
- Un filo nel passato (Nowhere Man) – serie TV, episodio 1x12 (1995)
- The Colony – film TV (1996)
- Una madre coraggiosa (The People Next Door) – film TV (1996)
- Moloney – serie TV, episodio 1x15 (1997)
- Four Corners – serie TV, episodi 1x03-1x04 (1998)
- Due Coppie (Rescuers: Stories of Courage: Two Couples) – film TV (1998) - (episodio "Aart and Johtje Vos")
- Michael Hayes – serie TV, episodio 1x22 (1998)
- Cold Case (2004-2006)
- CSI: NY (2004)
- Dr. House - Medical Division (2005)
- Deadwood (2006)
- Law & Order - I due volti della giustizia (2006-2008)
- Il re di South Beach (2007)
- Mad Men - Serie Tv (2007)
- Dexter (2008)
- Scream - Serie Tv, due episodi (2015)
- Smiley Face Killers (2020)

### Sceneggiatore
- Giovani guerrieri (1979)
- Un ragazzo chiamato Tex (1982)
- Paint It Black - Quando il destino si tinge di nero (1989) (a.n.c. Omicidi morbosi) [non accreditato]